# Alfonso Litta
Pour les articles homonymes, voir Litta.
Alfonso Litta (né le 19 septembre 1608 à Milan, en Lombardie, alors capitale du duché de Milan et mort le 28 août 1679 à Rome) est un cardinal italien du XVIIe siècle.
Il est un petit-neveu du cardinal Agostino Cusani (1588) (par sa mère) et l'arrière-arrière-grand-oncle du cardinal Lorenzo Litta (1801).

## Biographie
Alfonso Litta exerce diverses fonctions au sein de la Curie romaine, notamment comme gouverneur de Rimini, d'Orvieto, de Spolète et de Camerino, vice-légat de Bologne, Ferrare et en Romagne et comme gouverneur d'Ascoli Piceno, de Campagna e Marittima et de la Marche d'Ancône. Il est nommé archevêque de Milan en 1652.
Le pape Alexandre VII le crée cardinal in pectore le 14 janvier 1664. Sa création est publiée le 15 janvier 1666. Le cardinal Litta participe au conclave de 1667, lors duquel Clément IX est élu pape, et à ceux de 1669-1670 (élection de Clément X) et de 1676 (élection d'Innocent XI).
Le cardinal Litta meurt à Rome le 28 août 1679 à l'âge de 70 ans.

## Sources
- Fiche du cardinal Alfonso Litta sur le site fiu.edu